# Deriba Merga
Pour les articles homonymes, voir Ejigu.
Deriba Merga Ejigu, né le 26 octobre 1980, est un athlète éthiopien, spécialiste du fond et du marathon. 

## Biographie
Après avoir remporté plusieurs courses au niveau régional et national en Éthiopie, il commence sa carrière internationale en 2006, remportant cette année le semi-marathon de Paris, la Montferland Run (en) (15 km) et la Great Ethiopian Run (10 km). Il remporte la médaille d'or du semi-marathon aux Jeux africains de 2007. Il finit second lors de son premier marathon, à Fukuoka en décembre 2007. 
En 2008, il termine 4e du marathon des Jeux olympiques à Pékin. 
En 2009, il remporte les marathons de Boston et Houston.
En 2010, il remporte le semi-marathon de Bogota, avec le record de l'épreuve (que Geoffrey Mutai bat en 2011).

## Meilleurs temps
- 8 km : 21 min 51 s (2011)
- 15 km : 41 min 29 s (2009) (il codétient le 3e temps de l'histoire sur cette distance avec Felix Limo, après Leonard Komon et Haile Gebrselassie)
- Semi-marathon : 59 min 14 s (New Delhi, 2008)
- Marathon : 2 h 06 min 39 s (Londres, 2008)